# Kinich Yax Kuk Moo

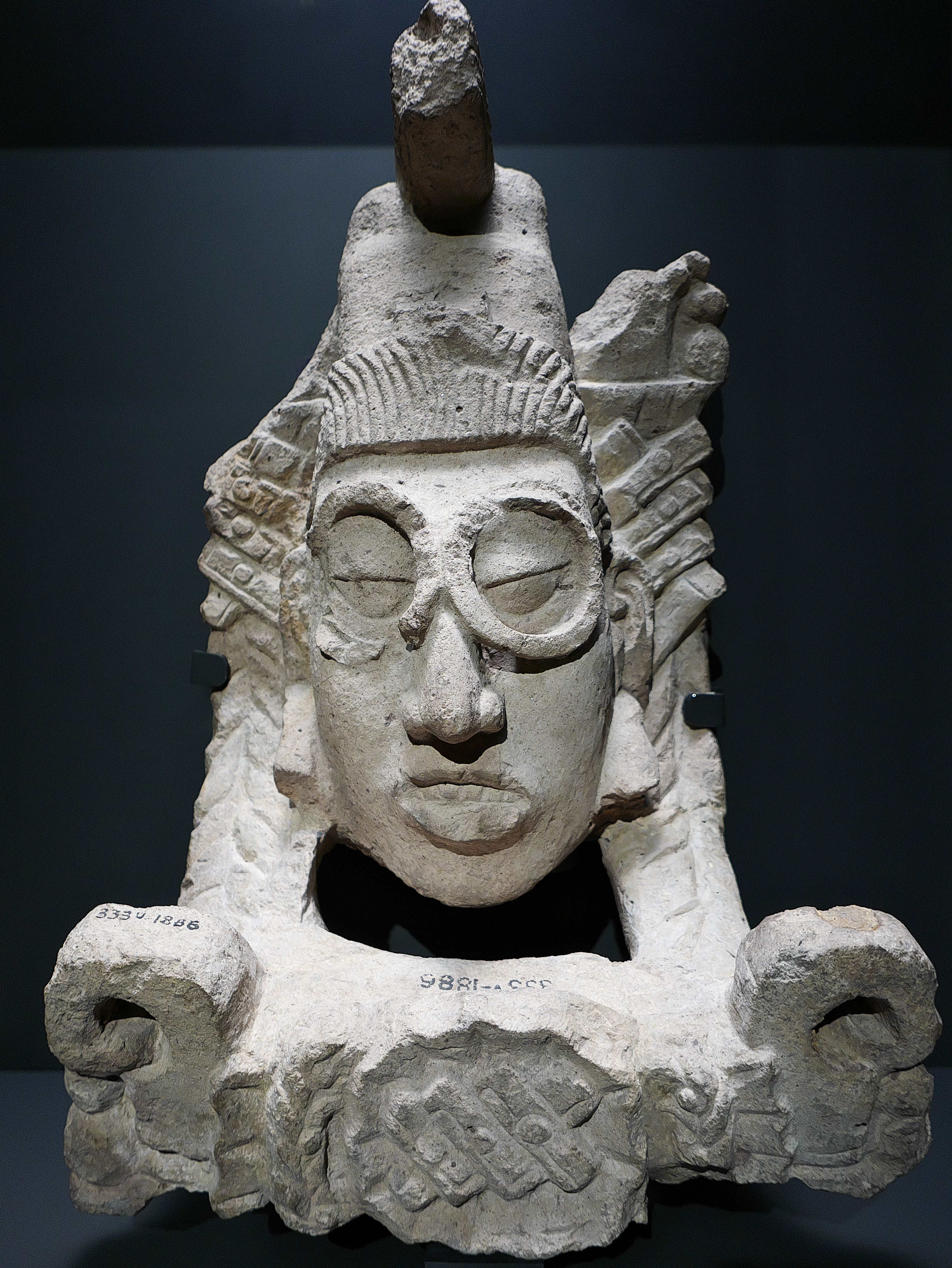
Retrato, roca volcánica (ca. 776), British Museum

K'inich Yax K'uk' Mo también llamado Kinich I es el fundador mítico de la dinastía Yax Kuk Mo que gobernó la ciudad maya de Copán durante casi cuatro siglos. El propio Yax K’uk Mo’ (Radiante Primer Quetzal-Guacamaya), gobernó la ciudad sólo durante 11 años.

## Gobierno
K'inich Yax K'uk' Mo' gobernó la ciudad de Copán desde el año 426 hasta el año 437.  Fue el fundador y primer rey de la dinastía que gobernó Copán durante casi cuatro siglos.
Los modernos análisis de isótopo trazador del estroncio en la dentadura de los restos humanos recuperados de su tumba, indican que K'inich Yax K'uk 'Mo' pasó sus años de juventud mucho más cerca de Copán, en Tikal, y (contrariamente a lo que se creía antes)  no habría vivido en Teotihuacán, sino que la influencia Teotihuacana en su ajuar la habría traído de la corte de Tikal.
Su tumba fue descubierta en la acrópolis de Copán, en la fase Hunal del Templo 16, adornados sus restos con joyería de jade. Su imagen ocupa la primera posición en la talla en el Altar Q.
En trabajo arqueológico realizado en el año 2000, se excavó en la Acrópolis una tumba que se supuso sería de K'inich Yax K'uk 'Mo. El esqueleto mostraba una serie de golpes, incluyendo fracturas en el brazo, esternón y hombro, que se pensó serían resultado de combates.
Análisis de estroncio en los dientes del esqueleto indica que este personaje pasó sus primeros años cerca de Tikal, en la Cuenca del Petén y después, en algún momento, entre Tikal y Copán; la firma isotópica no coincide con un origen Teotihuacano.
Sin embargo, hay mucha evidencia cronológica y epigráfica de que, a finales del siglo IV, varios gobernantes de las tierras bajas mayas fueron enviados o llegaron como invasores desde Teotihuacán, especialmente el muy conocido y poderoso Yax Nuun Ayiin I de Tikal, hijo del señor Átlatl Cauac (Búho Lanzadardos) de Teotihuacán.
La consecuencia de ello, independientemente del lugar geográfico de origen de K'inich Yax K'uk 'Mo, es que, mucho después, los gobernantes de Copán, en particular, K'ak' Yipyaj Chan K'awiil y Yax Pasaj Chan Yopaat, retrospectivamente insistieron en atribuir el origen Teotihuacano al fundador de su dinastía gobernante, como un medio de legitimar su derecho.
En el Altar Q de Copán, Kinich Yax Kuk Mo aparece simbólicamente entregándole el cetro del poder a Yax Pasah, el gobernante número 16 de su dinastía.